# Влада Илић
Влада Илић (Власотинце, 6/18. септембар 1882 — Београд, 3. јул 1952) био је српски индустријалац и политичар. Илић је био председник београдске Индустријске коморе и Централне индустријске корпорације Југославије, градоначелник Београда од 10. јануара 1935. до 13. септембра 1939. године. Сматра се једним од успешнијих градоначелника у историји Београда.
Створио је пословну империју, која је имала у свом поседу 17 фабрика већином из текстилне бранше (штофаре), Електрично предузеће Србија и бројне некретнине.

## Биографија
Влада Илић је рођен у Власотинцу 1882. године као најмлађи од шесторице синова, мајке Костадине Илић рођена Јовић и Косте Илића, који је припадао првој генерацији трговаца у тој варошици у време Османског царства шездесетих и седамдесетих година 19. века. Поред синова Владе, Михајла (1864—1929), Петра (1866—1927), Благоја (1868—1916), Сотира (1873—1935), Милана (1875—1957), Коста је имао и кћерке Василију (1876—1890), која је рано преминула и Јевросиму - Роску (1874—1939), која је била удата за Лесковчанина Мику Јанковића, а живели су у Београду.
Основну школу је завршио у месту рођења. Веома је ценио свог учитеља Петра Спирића. Власотинце је напустио још у детињство и у њега се ретко враћао у посету, али је касније често слао помоћ.
Пошто су се Влада и Сотир интересовали за учење и били врло радознали и жељни знања, отац Коста је одлучио да их пошаље на школовање у иностранство. Сотир је завршио техничку школу у Љубљани, а влада Трговачку академију у Бечу у Аустроугарској. Уже образовање из текстилне индустрије Влада је стекао на Вишој школи у Ахену. Влада је одлично говорио три језика - немачки, француски и енглески. Ово школовање отац Коста им је омогућио јер је већ разрадио посао у мануфактури гајтана у Лесковцу, коју је купио 1896. године када је Влада имао 14 година. По повратку са школовања 1904. Влада је заступао оца у Лесковцу, а годину дана касније се преселио у Београд, када је његова породица на југу Србије већ имала неколико фабрика.
Главни догађај у породици Илић се десио када се Влада оженио Олгом, унуком чувеног велепоседника из Бачке, у Аустроугарској, Лазе Дунђерског, акционара Српске банке из Загреба. Олга је добила знатан мираз, а овај брак је створио пословно партнерство између две породице, Илића и Дунђерских. Венчани кум им је био Александар I Карађорђевић.

### Индустријалац
Коста Илић је тада са синовима одлучио да прошири своје пословање, те је у ортаклуку са синовима, 1906. године од Немца Евгенија Михаела на Карабурми у Београду купио фабрику чоје. У овој фабрици, која је основана још 1897, имао је значајан улогу Карл Волф, индустријалац из Немачке, који је такође био власник фабрике за прераду кудеље у Врању. Пошто су ове две фабрике биле повезане, прешле су у власништво породице Илић. Породица Илић је тако у свом власништву имала три фабрике текстилног материјала, чиме је основан пословни концерн под називом „Коста Илић са Синовима и Комп.“
Компанија је 1910. године прерасла у акционарско друштво, са капиталом од 3.000.000 динара у злату. Главни акционари су били браћа Илић, а велики удео је имала и Српска банка из Загреба, преко Лазе Дунђерског. Друштво се бавило подизањем фабрика, оснивањем филијала, као и индустријским и трговачким пословима. Браћа Илић, предвођени Владом су дошли у посед енглеске технологије за производњу текстила, пошто су уочи Првог светског рата откупили текстилну фабрику „Кромптон лтд“ у Београду, од Угарске текстилне индустрије, у којој је породица Дунђерски била акционар. Са своје стране, ова текстилна индустрија је била наследница ткачке фабрике „Хатерлеу и Кромптон“, чији је повереник био београдски трговац Божа Живковић, који је саградио претходно савремену радионицу за ткање са разбојем, која је радила по технологији чувеног енглеског проналазача Хатерлија. Куповина ове фабрике са најсавременијом енглеском технологијом компанији Илић је много значило за даљи развој. Након Првог светског рата фабрика на Карабурми је била обновљена финансијским средствима Народне банке, а и репарацијом из Немачке на име ратне одштете, у висини од 9.722.000 динара.
Током Балканских и Првог светског рата за Владу Илића и његову браћу се везују опречне информације. Они су о свом трошку током Балканских ратова у фабрици штофа у Београду организовали добровољну болницу са 40 постеља, као и Дринску сталну војну болницама у фабрикама у Лесковцу током Првог светског рата. Међутим, његово име се везује за Опанчарску аферу из 1914., као и за његовог брата Сотира, затим радикалског народног посланика Максима Сретеновића из Горњег Милановца, радикалског народног посланика Уроша Бркића из Кладова, као и чланове кожарске енгрос-фирме Мигрић, Новаковић и Стефановић. Поред огромне материјалне штете за државу, утврђено је да су се многи војници, а нарочито за време Сувоборскe офанзиве, скоро боси борили, јер су се опанци од картона распадали на влази. Испоручили су 793.295 пари опанака, од којих је више од половине било од труле коже или од пресованог картона, тако да нису трајали дуже од 5 до 10 дана.
Од многобројних положаја које је заузимао, треба истаћи да је био сенатор, дугогодишњи председник Београдске индустријске коморе, Централне индустријске коморе Југославије и Савеза текстилне индустрије Краљевине Југославије (1928-1941). Јула 1922. на конференцији индустријалаца на Бледу, Влада Илић је био један од оснивача Централног савеза индустријалаца Краљевине СХС. Тада је донета и заједничка резолуција, упркос отпору привредника из Босне, Хрватске и Словеније. Већ наредне године на Бледу је проглашен за привредника године 1923. Након смрти брата Сотира 1925. постављен је на чело породичног концерна.
Након што је светска криза погодила и Краљевину Југославију (1930), концерн је делимично ублажио последице кризе кредитом Народне банке. Враћање на стање пре глобалне кризе, постигнуто је 1939. остваривши велики пословни успех снабдевајући војску.
У Паризу је 11. октобра 1936. Албер Лебрен, председник Француске, доделио Влади Илићу Орден Легију части официрског реда, а пола године раније Едвард Бенеш, председник Чехословачке, Орден белог лава II реда. Исте године добио је два ордена за свој хумани, културни и јавни рад у Југославији: Орден Црвеног крста и Орден Светог Саве I реда.
На Спасовдан 1939. армијски генерал Милан Недић, му је у име краља Петра II Карађорђевића уручио највише ратно одликовање Карађорђеву звезду с мачевима.
Маја 1940. Илићу уречено му је највише мађарско одликовање – Велики крст са лентом за изузетне заслуге у раду на југословенско-мађарском привредном зближењу.

### Фабрике
На врхунцу своје моћи породица је имала у поседу 17 предузећа широм Краљевине Југославије:
- Гајтанара у селу Козару
- Прва лесковачка штофара
- Кудељара у Лесковцу
- Фабрика вунених тканина Косте Илића синови а.д. у Београду
- Фабрика платна у Београду
- Фабрика за израду столица „Влада Илић” у Лесковцу
- Фабрика Хемикос а. д. у Београду
- Парни млин „Србија” у Скопљу
- Фабрика вуненог предива и гајтана Кулића, Поповића и Илића у Лесковцу
- Прва српска фабрике конфекције а. д. у Конаку
- Српска фабрика тепиха Лазар Дунђерски а. д. у Великом Бечкереку
- Прва српска фабрика мрежа а. д. у Великом Бечкереку
- Фабрика вунених тканина „Вуна” д. д. на Турњу у Карловцу, откупљена 1925. је била једно од највећих текстилних предузећа у северном делу Хрватске.[9] Бавила се производњом вунених тканина, свих врста штофова за одела, дубл тканина, штофове за капуте, штофане и берлинске мараме и марамице, разних величина, чоје за војску, жандармерију, раднике железнице, ватрогасце и друге, ћебади и гуњева за болнице, војску и приватну употребу, као и других тканина од вуне.[10]
- Текстилна индустрија д. д., од 1932. Творница плетене робе, д. д. у Карловцу. Имала је четири одељења: штофара, трикотажа, готова конфекција и погон за израду пантљика. Израђивала је трикотажно рубље, посебно су били познати купаћи костими марке „Корана”, производи за спортске сврхе, мушка и женска одела, такође капути, са заштитним знаком конфекције „Оптимус”.[11]
- Хидроцентрала у Власотинцу
- Ергела „Власина” у Хајдучици

Уз фабрике је својим новцем градио станове за раднике, обданишта, школе и амбуланте. Увођењем здравствене заштите, у великој мери је побољшао здравствено стање својих радника. Први је увео осмочасовно радно време и зимску помоћ најсиромашнијим радницима. Радницама које су биле пред удају је поклањао девојачку спрему.

### Градоначелник Београда
Одбио је место председника Владе, пре него што је на ту позицију изабран Драгиша Цветковић.
Са огромним стеченим капиталом постао је један од миљеника кнеза Павла Карађорђевића, јер је био један од ретких индустријалаца који му је давао новац, док је краљ Александар био жив. Након Марсељског атентата 1934. године кнез Павле је практично постао први човек краљевине, пошто је Александров син Петар био још увек малолетан и саветовао се са Владом Илићем око свих важнијих политичких одлука. Свега неколико месеци након убиства краља Александра, кнез Павле га је именовао за председника општине. Његовом избору претходиле су честе промене на челу града.
Функцију председника Београдске општине је обављао од 10. јануара 1935. до 13. септембра 1939. На тој функцији показао се изузетно способним за вођење јавних послова.
Као градоначелник Београда, затекао је огромне дугове, јавашлук и корупцију. Извршио је крупне структурне реформе у градској општини, увео велику штедљивост, пружио шансу новим младим људима. Строго је водио рачуна о расходима, умањио је цену електричне енергије и на тај начин утицао на развој занатских радионица; средио је финансијске прилике у градској општини у трошаринској политици тиме омогућивши јавне радове великих размера. Ангажовао се на решавању социјалних проблема, изградњи радничких станова, здравствених установа, дечјих прихватилишта, подигнуто на десетине нових школа и вртића, радио је уклањању баруштина, изградњи паркова.
На самом почетку његовог мандата свечано је отворен нови висећи мост преко реке Саве, који је понео име „Мост Витешког краља Александра I“ и био један од најлепших мостова саграђених у Југославији у 20. веку. Такође, на самом почетку његовог мандата отворен је и мост преко Дунава, који је спојио Београд и Панчево, друмско-железнички мост који је понео име „Краљ Петар II“. Преко њега је прошла и нова железничка пруга, чија траса је полазила са Главне железничке станице, па Карађорђевом улицом уз реку Саву ишла испод Доњег града Београдске тврђаве, а затим обалом Дунава, где се налазила индустријска градска четврт, поред Илићеве текстилне фабрике излазила на нови мост и даље за Панчево.
За време Илићевог мандата отворена је трамвајска линија од Београда до Земуна, подигнуто је Старо сајмиште на левој обали Саве (1937) као економски симбол велеграда, на којем је излагало седамнаест најразвијенијих индустријских земаља, први пут организован сајам аутомобила, где су излагали Мерцедес, Шкода, Опел и ваздухопловна изложба, а на јесењем сајму 1938. први пут на Балкану се појавио телевизор на штанду „Филипса”, потписао је повељу за обнову изградње и постављен је камен темељац за изградњу Храма Светог Саве (1939), подигнути су Палата Главне поште, Вуков споменик, Градска поликлиника, Дезинфекциони завод, Градска болница, Поликлиника за кожне и венеричне болести, Дом дечје заштите у Звечанској улици, Универзитетску дечју клинику у Тиршовој улици, започето је насипање савске обале као припреме за изградњу Новог Београда, на којем је планирано насеље за пола милиона људи, Београд је по броју становника престигао Загреб, изграђени су нови путеви и тргови, отворен је Београдски зоолошки врт и др. Сам зоолошки врт је 11. јула 1936. године од својих пара и на свом имању основао Влада Илић поклонивши и прве животиње. Зоолошки врт је заузимао површину нешто већу од 3,5 хектара, а његови први становници су били лавови, леопарди, бели и мрки медведи, вукови, макаки и мангаби мајмуни, антилопе, биволи, зебуи, муфлони, јелени, срне, роде, ждралови, паунови, фазани, сове, пеликани и папагаји.
Принцип му је био да је за све што је радио даје највише личног новца, али је и од других богатих људи тражио да се укључе.

### Други светски рат
Почетком Другог светског рата, након напада Немачке на Пољску, Влада Илић се повукао са места председника општине, сматрајући да ће Београду од веће користи бити војно лице, него индустријалац. Његова предузећа су наставила да раде током рата, али су и оштећене у немачком и савезничком бомбардовању.
У центру Лесковца 8. априла 1941. погођена је немачком бомбом кућа Владиног братанца Тихомира Илића, сувласника Фабрике кудељних и памучних артикала у саставу породичног концерна, који је смртно рањен заједно са сином Михајлом, док су ћерка Даница и жена Зора рањене. Фабрику вунених тканина Вуна д.д. у Карловцу су му одузели усташке власти Независне државе Хрватске. Старо сајмиште је претворено у логор.
Није напустио земљу, мада је имао могућност да се придружи члановима породице Карађорђевић и члановима Владе. За време окупације Илић је био један од најповерљивијих саветника Милана Недића. Заједно са Александром Белићем, тадашњим председником СКА молио је генерала Милана Недића да прихвати место премијера у окупираној Србији. Био је један од учесника на ширем скупу утицајних личности средином августа 1941. године, на коме је Милан Недић формално добио мандат за састав Владе националног спаса. Такође, потписник је Апела српском народу, у којем су грађани позвани на лојалност нацистичком окупатору.
Према неким изворима, тајно је финансијски помагао четнички покрет Драже Михаиловића. Илићева супруга Олга се помиње као један од највећих донатора за жртве рата, нпр. после трећег Савезничког бомбардовања Београда приложила је пола милиона динара.

### Одузимање имовине
Владу Илића су ухапсиле нове револуционарне власти марта 1945. године и извеле на суђење, још док се Други светски рат није завршио. Оптужен је за финансијско помагање окупатору и контакте са његовим представницима. Војни суд Команде града Београда осудио га је 26. марта 1945. решењем под ознаком 333/44, а неколико дана касније, 5. априла 1945. је и Виши војни суд донео пресуду која носи ознаку 237/45. У обе пресуде као главна кривица Влади Илићу је наведено да су његове текстилне фабрике радиле током рата и на тај начин јачале ратни потенцијал окупатора, што је био разлог да нове власти конфискују целокупну његову имовину.
Конфискација је урађена у року од мање од две године, након суђења 17. јануара 1947. године, пред Среским судом за Рејон Града Београда. Суд је донео пресуду решењем под ознаком 153/42-02, којом је целокупна његова имовина конфискована.

### Последње године
Осуђен је на десет година робије. Наредних скоро седам година је провео у затвору у Сремској Митровици, где су му бивши радници доносили пакете. Тадашње власти су га осудиле на смрт. Од погубљења га је спасила лична интервенција Винстона Черчила код Јосипа Броза Тита.
Пред крај 1951. године је пуштен на слободу.
Преминуо је од шлога, у поткровљу свог рођака 3. јуна 1952. године живећи у беди.
Сахрану су му организовали некадашњи радници.
Сахрањен је у породичној гробници у Аркадама на Новом гробљу у Београду.
Оставши без икаквих прихода, супруга Олга је преживела захваљујући сељацима, који су је препознавали на пијаци и давали јој разне намирнице.

## Рехабилитација
Окружни суд у Београду је фебруара 2009. усвојио захтев за рехабилитацију Владе Илића и ништавном прогласио пресуду Војног суда из 1946. године.
Иако Влада и Олга Илић нису имали потомака, постоје наследници другог наследног реда, по сестри Јевросими – Роски Јанковић и по браћи Михајлу и Милану који су једини од шесторице браће имали децу.
И поред рехабилитације, приватна породична вила у Венизелисовој улици у Београду (1935), сазидана 1935. у некада сиротињском крају, према пројекту архитекте Александра Ђорђевића, са скулптурама и орнаментиком вајара Живојина Лукића, није враћена наследницима. Она је најпре припала предузећу Генералекспорт, које ју је 1990-их година продало преко огласа високом функционеру Југословенске левице, који је вилу поклонио својој партији, па је постала седиште те политичке партије. У вили је сада смештен хотел. Више предузећа која су након рата конфискована, упркос тужби наследника, су приватизована.
На Петровдан 2009. године, на иницијативу директора Вука Бојовића, у београдском „Врту добре наде” је откривена његова спомен-биста, рад вајара Миланка Мандића.
О Влади Илићу је Саша З. Станковић 2017. године објавио монографију „Први модерни градоначелник Београда”  228614156.
Најављено је подизање споменика Влади Илићу у Венизелисевој улици у Београду.

## Љубав према коњима
Посебно је волео коње. Коњ Вијор у његовом власништву победио је на првој трци Српског дербија одржаној 1909. године. Заједно са Дарком Рибникаром, браћом Дунђерски и другима, налазио се на челу Дунавског кола јахача „Кнез Михаило”, на чијем земљишту код Цареве Ћуприје је отворен хиподром почетком 1914. године. Први тркачки дан био је на Ивањдан, пред почетак Првог светског рата. Дунавско коло јахача је наставило са радом 1921. године.
Био је власник ергеле „Власина” у Хајдучици (Општина Пландиште). На њој су одгајана расна грла која су забележила 300 победе у међуратном периоду. Ждребац Весник на Дербију 1935. је постигао рекорд стазе 2.400 метара (2:34), који је оборен тек 1982. године. Његова ждребица Лагуна је била најтрофејније грло у историји српског коњичког спорта.
Био је највећи донатор Београдског хиподрома. У његову част одржава се трка на 1.300 метара.